# Kranti
Kranti (क्रांति) è un film del 1981 diretto da Manoj Kumar.
Il film indiano (Kranti significa "Rivoluzione") è una ricostruzione dei moti indiani del 1857. In patria il film è stato un grande successo. Rimasto nelle sale per circa sessantasette settimane, è stato il più grande incasso dell'anno con oltre 90 milioni di dollari di incasso.
Protagonisti della pellicola sono lo stesso regista, nonché produttore, Manoj Kumar insieme ad un ampio cast che comprende Dilip Kumar, Shashi Kapoor, Hema Malini, Shatrughan Sinha, Parveen Babi, Sarika, Prem Chopra, Madan Puri e Paintal.